# Ectoedemia klimeschi
Ectoedemia klimeschi is een vlinder uit de familie dwergmineermotten (Nepticulidae). De wetenschappelijke naam is voor het eerst geldig gepubliceerd in 1933 door Skala.
De soort komt voor in Europa.